# Fridolin Schneider (Politiker, 1823)
Fridolin Schneider (* 26. September 1823 in Herznach, Kanton Aargau; † 3. Januar 1899 in Aarau) war ein Schweizer Jurist und Politiker.

## Leben und Werk
Schneider studierte Rechtswissenschaften an den Universitäten Innsbruck und Wien und erwarb 1851 das aargauische Fürsprecherpatent. Als Anwalt war Schneider in Rheinfelden und Bad Zurzach tätig, und in Laufenburg war er Mitglied und später Vizepräsident des Bezirksgerichts.
Schneider übernahm 1856 die Gerichtsschreiberstelle am Bezirksgericht Aarau und wurde nach zwei Jahren dessen Präsident. Von 1860 bis 1864 versah er das Amt des Obergerichtsschreibers, und von 1864 bis 1899 gehörte Schneider dem Obergericht und lange Jahre auch dem Kriminal- und dem Schwurgericht an. Er setzte sich für eine humane Rechtsprechung in Kriminalsachen ein.
Schneider war als liberaler Politiker von 1866 bis 1869 Mitglied des Regierungsrats des Kantons Aargau und beteiligte sich fast nur an der Behandlung juristischer und nationalökonomischer Fragen. Schneider schrieb von 1878 bis 1898 zahlreiche Artikel über die Rechtsprechung des aargauischen Obergerichts für die Zeitschrift des bernischen Juristenvereins.